# امبودینونوکا، مانانجاری
امبودینونوکا، مانانجاری (به لاتین: Ambodinonoka, Mananjary) یک سکونتگاه مسکونی در ماداگاسکار است که در واتوواوی-فیتووینانی واقع شده‌است.

## خصوصیات
امبودینونوکا ۱۹٬۰۰۰ نفر جمعیت دارد و ۳۲۶ متر بالاتر از سطح دریا واقع شده‌است.